# Foire kermesse de Mulhouse
La Foire kermesse de Mulhouse est une fête foraine qui a lieu chaque année dans la ville de Mulhouse en Alsace. Avec 200 forains, elle est l’une des cinq plus grandes fêtes foraines de France sur le plan national et la plus grande de la région Alsace.

## Historique
On situe la fête foraine de Mulhouse en 1880 vers la gare de Mulhouse, c’est vers 1910 ensuite qu’elle ce retrouve au quartier du Nordfeld. En raison d’un incendie elle prendra place finalement  80 ans sur la place du 14 juillet. On compte en 1945, 15 métiers dont la moitié est française et l’autre moitié allemande, belges et luxembourgeoise.
Les premières autos tamponneuses arrivent en 1955.
1960 marque la création du comité des festivités qui associait la Ville de Mulhouse et les forains, avec le soutien du journal L’Alsace.
En 1998, la ville décide de créer sur la place un cinéma multiplexe Kinepolis et de nouveaux logements. La fête est donc déplacée à l'extérieur de la ville sur le parking du parc des expositions de Mulhouse. Avec cet éloignement du centre-ville, les forains craignirent de ne pas passer le cap des 400 000 entrées attendues. Lors de l’inauguration de cette saison 1998 la fête foraine est boudée par les forains qui sont absents pour montrer leur mécontentement. La saison a été tout de même une réussite et les forains sont revenus l’année d’après.

## Description
Située sur 2,5 km du parking du parc des expositions, la foire kermesse de Mulhouse débute la dernière semaine de juillet pour finir le 15 août. L'ouverture et la fermeture de la fête sont accompagnées de feux d'artifice. Elle propose différentes attractions classiques des fêtes foraines telles que le train fantôme, la Grande Roue, le Grand-Huit, des jeux d’adresse et de hasard, des attractions à sensations fortes, des attractions pour enfants et pour toute la famille ainsi que des stands de restauration salée et sucrée.